# São Miguel do Guamá
São Miguel do Guamá is een gemeente in de Braziliaanse deelstaat Pará. De gemeente telt 44.818 inwoners (schatting 2009).

## Verkeer en vervoer
De stad ligt aan de radiale snelweg BR-010 tussen Brasilia en Belém. Daarnaast ligt ze aan de wegen PA-251, PA-322 en PA-456.